# Надажиці (Злотовський повіт)
Надажиці (пол. Nadarzyce, нім. Rederitz) — село в Польщі, у гміні Ястрове Злотовського повіту Великопольського воєводства.
Населення — 246 осіб (2011).
У 1975-1998 роках село належало до Пільського воєводства.

## Демографія
Демографічна структура станом на 31 березня 2011 року:
|          | Загалом | Допрацездатний вік | Працездатний вік | Постпрацездатний вік |
| -------- | ------- | ------------------ | ---------------- | -------------------- |
| Чоловіки | 129     | 31                 | 88               | 10                   |
| Жінки    | 117     | 20                 | 68               | 29                   |
| Разом    | 246     | 51                 | 156              | 39                   |